# Signifer auxilia
L'uomo che rivestiva l'incarico dei signifer degli ausiliari (Signifer Avxilia) era scelto tra quanti erano i più meritevoli, che si erano distinti per atti di valore e per una limpida condotta di servizio.
Il signifer era infatti un principalis (ufficiale minore) che godeva di speciali esenzioni dai servizi più pesanti e aveva l'onore di rappresentare l'intera centuria della quale esibiva orgogliosamente l'insegna.
Riceveva una paga doppia rispetto a quella di un semplice ausiliario ma inferiore a quella di un legionario.
Fondamentale e delicatissima era la sua funzione in battaglia, il signifer rimaneva vicino al comandante e ne riceveva gli ordini, traducendoli in movimenti dell'asta del signum, era perciò necessario che il signifer fosse un uomo di particolare esperienza e valore poiché la centuria agiva sulla base di quanto egli indicava.
In battaglia i signifer stavano al ridosso delle primissime linee, quindi esposti al pericolo di contatto con il nemico.
Il signifer era punto di riferimento e di aggregazione della centuria, infatti ogni auxilia sapeva di dover cercare il proprio signum per disporvi vicino ad esso per occupare il proprio posto ed assumere, insieme ai suoi commilites, lo schieramento voluto dal comandante.
L'ordine emanato era “ad signum”.

## Equipaggiamento
L'equipaggiamento del signifer che, si distingueva dagli altri soldati, si componeva di:
- un signum;
- un elmo ricoperto da una pelle di animale (lupo, orso, leone, volpe, ecc.) senza muso, come fa presumere la stele funeraria di Genialis (stelae di porta insegne auxilia), forse  per subordinare il loro aspetto a quello dei porta insegne dei legionari, per i quali l'ornamento di pelliccia restava sempre intatto;
- una subarmalis in cuoio;
- una lorica hamata in ferro;
- un gladio sul fianco destro;
- brachae di lana;
- caligae (calzari).

Il signum era un'asta di legno con dei dischi metallici (phalerae) lungo di essa e con all'apice un'insegna a forma di cuspide di lancia sotto la quale vi era una piastra metallica ansata con inciso il reparto di appartenenza “COH I BRIT”, sotto ancora vi era una corona di alloro. Si presume che il numero di phalerae (per un massimo di sei dischi, come si evince dai rilievi pervenuti) servisse ad indicare il numero di appartenenza della centuria nell'ambito della coorte oppure, secondo un'altra teoria, tali dischi rappresentavano i titoli onorifici conquistati nelle campagne militari.